# Aire urbaine de Saint-Just-Saint-Rambert
L'aire urbaine de Saint-Just-Saint-Rambert est une ancienne aire urbaine française centrée sur l'agglomération de Saint-Just-Saint-Rambert. 145e aire urbaine de France métropolitaine en 1999, elle a été incorporée en octobre 2011 par l'INSEE dans l'aire urbaine de Saint-Étienne.

## Caractéristiques
D'après la définition qu'en donnait l'INSEE, l'aire urbaine de Saint-Just-Saint-Rambert était composée en 1999 des 7 communes de l'unité urbaine de Saint-Just-Saint-Rambert, son pôle urbain, situées dans la Loire. Ses 45 386 habitants faisaient d'elle la 145e aire urbaine de France.
Le tableau suivant détaille la répartition de l'aire urbaine sur le département (les pourcentages s'entendent en proportion du département) :
| Département | Communes | Communes (%) | Superficie (km²) | Superficie (%) | Population (1999) | Population (%) |
| ----------- | -------- | ------------ | ---------------- | -------------- | ----------------- | -------------- |
| Loire       | 7        | 2,1          | 124,50           | 2,6            | 45 386            | 6,2            |

## Communes
Voici la liste des communes françaises de l'aire urbaine de Saint-Just-Saint-Rambert.
| Code INSEE | Commune                  | Type        | Département | Superficie (km²) | Population (1999) | Densité (hab./km²) |
| ---------- | ------------------------ | ----------- | ----------- | ---------------- | ----------------- | ------------------ |
| 42005      | Andrézieux-Bouthéon      | Pôle urbain | Loire       | +0016,28         | +0 0009 153,      | +00562,22          |
| 42022      | Bonson                   | Pôle urbain | Loire       | +0005,15         | +0 0003 816,      | +00740,97          |
| 42097      | La Fouillouse            | Pôle urbain | Loire       | +0020,57         | +0 0004 234,      | +00205,83          |
| 42211      | Saint-Cyprien            | Pôle urbain | Loire       | +0007,28         | +0 0002 125,      | +00291,9           |
| 42279      | Saint-Just-Saint-Rambert | Pôle urbain | Loire       | +0040,63         | +00013 192,       | +00324,69          |
| 42304      | Sury-le-Comtal           | Pôle urbain | Loire       | +0024,18         | +0 0004 805,      | +00198,72          |
| 42323      | Veauche                  | Pôle urbain | Loire       | +0010,41         | +0 0008 061,      | +00774,35          |
|            | Total                    |             |             | +0124,5          | +00045 386,       | +00364,55          |